# Hublou

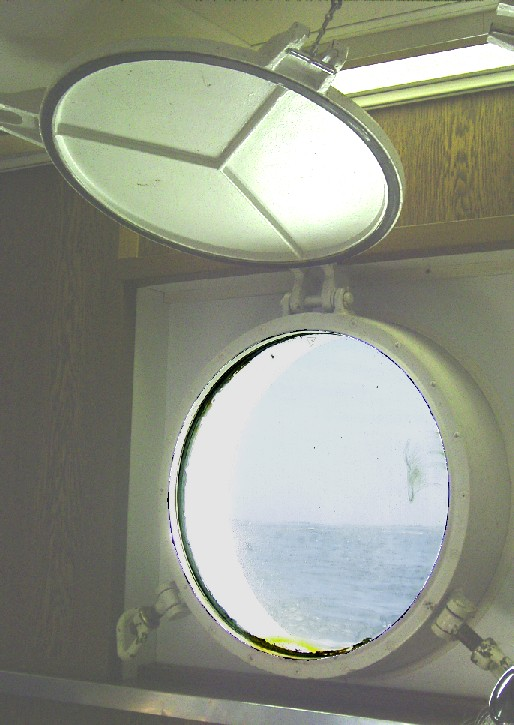
Hublou în corpul unei nave

Hublou sau iublou este o fereastră etanșă în corpul unei nave, barocameră, submersibil etc.

Pot fi cilindrice, tronconice sau sferice și fabricate din plexiglas.
Hubloul din bordajul navei este de formă rotundă, prevăzut cu ramă din metal și capac mobil care se poate deschide lateral. Este destinat iluminării naturale și aerisirii compartimentului.